# Czerwona Turnia
Czerwona Turnia (słow. Belasá veža, niem. Blauseeturm, węg. Kéktavi-torony) – turnia w głównej grani Tatr, w słowackiej części Tatr Wysokich, o wysokości 2284 lub ok. 2290 m n.p.m.
Od Modrej Turni na zachodzie Czerwona Turnia jest oddzielona płytką Modrą Ławką, a od masywu Jagnięcego Szczytu na północnym wschodzie – głęboką Kołową Przełęczą. Powyżej Kołowej Przełęczy w północnej grani Czerwonej Turni znajduje się jeszcze Czerwona Szczerbina. Na wschód od wierzchołka Czerwonej Turni odgałęzia się Jastrzębia Grań, kończąca się na Jastrzębiej Turni. Od pierwszego szczytu w tej grani, Małego Kołowego Szczytu, Czerwona Turnia oddzielona jest Czerwoną Przełączką.
Turnia jest stosunkowo rozłożysta i wznosi się ponad trzema dolinami. Są to Dolina Kołowa od strony północno-zachodniej, Dolina Jagnięca od strony północno-wschodniej oraz Dolina Jastrzębia od strony południowej. W stronę Bździochowego Koryciska – odgałęzienia Doliny Kołowej – opada północno-zachodnia ściana o wysokości dochodzącej do ok. 150 m po prawej stronie, przez którą na całej długości przebiega głębokie pęknięcie. Grań północna, oddzielająca od siebie Dolinę Kołową i Dolinę Jagnięcą, powyżej Czerwonej Szczerbiny przeobraża się w stromą ścianę szczytową. Z kolei w grani wschodniej pomiędzy Czerwoną Turnią a Czerwoną Przełączką znajduje się kilka skalnych zębów. Najbardziej okazałą formacją Czerwonej Turni jest jej południowa ściana o wysokości ok. 200 m, górująca ponad Kopiniakowym Piargiem w Dolinie Jastrzębiej. W jej prawej części położony jest płytki żleb łączący się w dolnej części z rynną opadającą spod Czerwonej Przełączki. Żleb ten prowadzi ukosem w lewo pod wierzchołek Czerwonej Turni.
Na Czerwoną Turnię nie prowadzi żaden szlak turystyczny. Najdogodniejsza droga dla taterników wiedzie na wierzchołek granią z Modrej Ławki, natomiast najciekawsza dla wspinaczy jest ściana południowa. Wejście od strony Doliny Kołowej jest częściowo dość trudne (II w skali UIAA), z Doliny Jagnięcej oraz graniami – łatwe (0+). Najłatwiejsza droga ścianą południową jest trudna (III) i wiedzie żlebem w prawej jej części. Oprócz niej w ścianie wytyczono inne drogi, w tym częściowo skrajnie trudne (VI). Zimą najłatwiejsze dojście do wierzchołka prowadzi od Modrej Ławki.
Pierwsze wejścia:
- letnie – Jan Fischer, Zygmunt Jaworski, Stanisław Krygowski wraz z przewodnikami Klemensem Bachledą i J. Gąsienicą Kasprusiem Zuzaniakiem w 1900 r.,
- zimowe – Gyula Hefty i Lajos Rokfalusy, 3 grudnia 1911 r.[4]

Polska nazwa pochodzi od Czerwonego Stawu, znajdującego się w Dolinie Jagnięcej, inne obcojęzyczne nazwy pochodzą od Modrego Stawku w tej samej dolinie. Dawniej używano też nazwy słowackiej Modrá veža oraz niemieckiej Blauseespitze.